# Туохи, Уильям
Уильям Туохи (англ. William Tuohy, 1 октября 1926 года — 31 декабря 2009 года) — зарубежный корреспондент Newsweek и Los Angeles Times, удостоенный в 1969 году Пулитцеровской премии за международный репортаж.

## Биография
Уильям Туохи родился и вырос в семье  чикагского городского судьи. В 1945—1946 годах юноша служил в военно-морских силах США на Тихоокеанском фронте. В 1947-м он попал в железнодорожную катастрофу и повредил ногу, оставшись хромым на всю жизнь. По возвращении в страну Туохи поступил в Северо-Западный университет, который окончил с отличием в 1951 году. Через год он устроился посыльным в редакцию San Francisco Chronicle, вскоре заняв должность репортёра, а в 1959 году — ночного регионального редактора. С этого же года он числился в штате нью-йоркского Newsweek в качестве автора, редактора и национального политического обозревателя. В частности, он освещал президентскую кампанию 1964 года, после чего добровольно возглавил бюро газеты в Сайгоне, где освещал развитие конфликта во Вьетнаме. В 1965 году подведомственная ему редакция была отмечена Национальной премией Клуба Хедлайнеров (англ. National Headliners Club Award). Через год Туохи перешёл в Los Angeles Times, продолжая освещать Вьетнамскую войну как штатный репортёр. В 1969 году его работу отметило жюри Пулитцеровской премии за международный репортаж. Они подчеркнули, что «не многие корреспонденты видели и писали о войне во Вьетнаме больше, чем Уильям Туохи».
В 1969 году репортёра перевели на Ближний Восток, его репортажи из Бейрута о репрессиях «Чёрного сентября» заслужили Премию Клуба зарубежных корреспондентов 1970 года. Через год Туохи возглавил бюро Los Angeles Times в Риме. В 1977 году его перевели на идентичную должность в Лондон. В разные годы своей карьеры он освещал военные конфликты в Северной Ирландии, Иране, на Фолклендских островах и другие. После убийства корреспондента Los Angeles Times в Тегеране в 1979 году Туохи отправился забрать тело, несмотря на развернувшуюся Исламскую революцию и военное положение в Иране. В 1995 году после 29 лет службы в издании репортёр ушёл в отставку. Он скончался в возрасте 83 лет в Санта-Монике в Центре здоровья Святого Иоанна после операции на сердце.

## Книги
За свою карьеру Уильям Туохи написал три книги, основанные на его опыте иностранного корреспондента:
- «Опасная компания: в самые горячие точки планеты с лауреатом Пулитцеровской премии» (1987 год);
- «Самый храбрый человек: история Ричарда О’Кейна и американских подводников в войне на Тихом океане» (2001 год);
- «Боевые адмиралы Америки: победа в войне на море во Второй мировой войне» (2007 год).